# Valgrisenche
Valgrisenche (de 1946 à 1976, Valgrisanche) est une commune italienne alpine de la région Vallée d'Aoste, située dans la vallée du même nom. Elle abrite une petite station de ski.

## Géographie

Localisation de la commune de Valgrisenche à l'intérieur de la Vallée d'Aoste.

## Économie
Valgrisenche fait partie de l'unité des communes valdôtaines du Grand-Paradis.

## Monuments et lieux d'intérêt

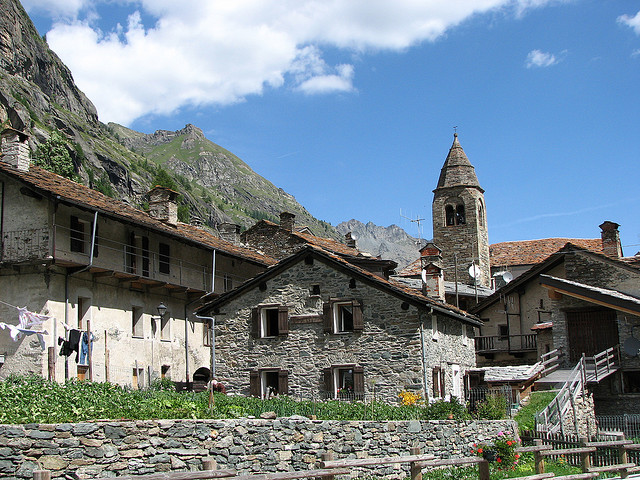
Le chef-lieu.

- La Forteresse du vieux quartier, bâtie par les rois de Savoie, remonte à 1889. Transformée en dortoir grâce à des subventions communautaires, elle a accueilli les participants au Tour du Rutor en 2004 ;
- L'église paroissiale, bâtie en 1390 et reconstruite en 1875, consacrée par monseigneur Joseph-Auguste Duc ; elle accueille un orgue de Carlo Vegezzi Bossi. Le clocher remonte à 1417 ;
- Le barrage de Beauregard, dont la construction, aux années 1950 et 1960, a modifié sensiblement la réalité locale aussi bien d'un point de vue anthropologique que naturel ;
- Le Magasin de la Fontine ;
- La via ferrata Béthaz-Bovard, la plus longue de la Vallée d'Aoste, mesurant 800 m de dénivelé, dont l'altitude maximum est 2605 m (le Pic de l'Aouillé) ;
- En amont du chef-lieu, la caserne de défense de Valgrisenche, remontant au XIXe siècle ;
- La forêt monumentale de l'Arolla ;
- Des anciens bâtiments à Prariond, datant du XIVe siècle.

## Culture

### Les tisserands valgriseins
Voir lien externe au fond de l'article
Valgrisenche est connu pour la tradition du Drap du Valgrisenche, un tissu rustique de laine de mouton.
Cette tradition a été récemment reprise par le label des vêtements de haute-couture Valgrisa - Arbeillemèn de la tradechòn valdôténa. Ce projet, lancé aussi par le courmayeurein Jean-Claude Passerin d'Entrèves, comme nous suggère son titre en francoprovençal valdôtain, s'inspire aux vêtements de la tradition valdôtaine et en particulier au drap du Valgrisenche et au style des guides de montagne du Breuil (surtout de Jean-Antoine Carrel), qui ont réalisé la première ascension du versant italien du Cervin en 1865.

### Ses enfants émigrés
Des habitants originaires du village le quittaient pour devenir à l'exemple des proches voisins Savoyards, colporteurs, rémouleurs, et aussi, ramoneurs itinérants. Ils se fixaient alors parfois dans une nouvelle patrie d'adoption. Ainsi, des Viérin, d'une famille présente dans le village depuis plusieurs siècles, s'établirent en Belgique, à Courtrai, où naquit en 1869 le renommé peintre luministe Emmanuel Viérin, petit-fils de Jean Grat Viérin né à Valgrisenche.

### Musées
- Musée paroissial
- Exposition Les tissus du Valgrisenche : lo Drap
- Musée de la résistance
- Exposition de photos du barrage de Beauregard

## Administration

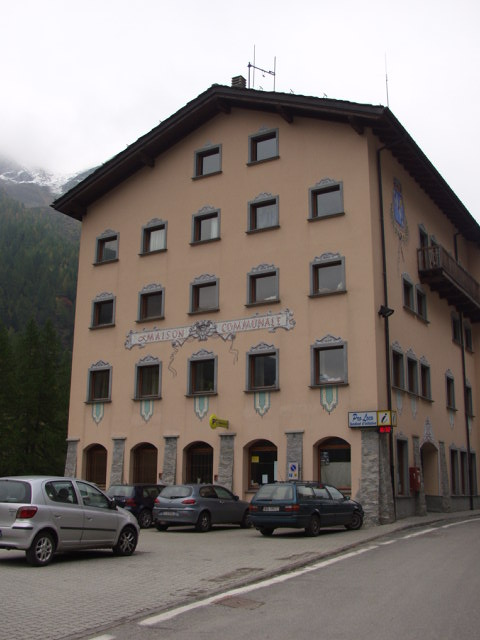
La maison communale.

| Période                                  | Période           | Identité              | Étiquette     | Qualité  |
| ---------------------------------------- | ----------------- | --------------------- | ------------- | -------- |
| 9 mai 2005                               | 24 mai 2010       | Pierre-Georges Barrel |               | Syndic   |
| 24 mai 2010                              | 21 septembre 2020 | Richard Moret         | Liste civique | Syndic   |
| 22 septembre 2020                        | En cours          | Aline Viérin          | Liste civique | Syndique |
| Les données manquantes sont à compléter. |                   |                       |               |          |

### Hameaux
Revers, Prariond, Céré, La Frassy, La Béthaz, Planté, Chez-Carral, Darbelley, Gerbelle, Église (chef-lieu), Mondanges, Bonne, Menthieu, Rocher, Usellières, Surier.

### Communes limitrophes
Arvier, La Thuile, Rhêmes-Notre-Dame, Rhêmes-Saint-Georges, Sainte-Foy-Tarentaise (FR-73), Tignes (FR-73).

## Domaine skiable
Un petit domaine skiable a été aménagé au lieu-dit Chez Carral, pour servir une clientèle essentiellement débutante et familiale. Il est relativement peu fréquenté. La vallée est l'une des plus froides du Val d'Aoste, ce qui a un impact positif sur le niveau d'enneigement naturel. Un télésiège 4-places, construit en 2008, dessert l'intégralité du domaine soit les 4 pistes principales, tracées directement dans la forêt. Le dénivelé total ne dépasse pas 170 mètres. En bas, un baby park avec deux tapis roulants a été aménagé pour les enfants. L'école de ski compte 4 moniteurs de ski alpin et 2 de ski de fond.